# Landtagswahl in Liechtenstein 1962
- FBP: 8
- VU: 7

Die Landtagswahl in Liechtenstein 1962 fand am 25. März statt und war die reguläre Wahl der Legislative des Fürstentums Liechtenstein. Die Fortschrittliche Bürgerpartei (FBP) gewann 8 der 15 Sitze des Landtages. Dies war die erste Wahl, an der sich die Christlich-Soziale Partei (CSP) beteiligte. Eine Wahlbeschwerde der CSP an den Staatsgerichthof wurde zwar abgewiesen, die Sperrklausel von 18 % (laut Art. 22, Wahlgesetz vom 18. Januar 1939) jedoch für verfassungswidrig erklärt und aufgehoben.

## Wahlergebnis
| Partei                              | Stimmen  | Stimmen   | Stimmen   | Stimmen       | Sitze    | Sitze     | Sitze     |
| ----------------------------------- | -------- | --------- | --------- | ------------- | -------- | --------- | --------- |
| Partei                              | Oberland | Unterland | insgesamt | Stimmenanteil | Oberland | Unterland | insgesamt |
| Fortschrittliche Bürgerpartei (FBP) | 1038     | 561       | 1599      | 47,2 %        | 5        | 3         | 8         |
| Vaterländische Union (VU)           | 1023     | 425       | 1448      | 42,7 %        | 4        | 3         | 7         |
| Christlich-Soziale Partei (CSP)     | 217      | 125       | 342       | 10,1 %        | 0        | 0         | 0         |